# Senecio cornu-cervi
Senecio cornu-cervi là một loài thực vật có hoa trong họ Cúc. Loài này được MacOwan miêu tả khoa học đầu tiên.